# الإرشاد في القراءات عن الأئمة السبعة
كتاب الإرشاد في القراءات عن الأئمة السبعة؛ ولا يعرف له اسم غيره، وهو مذكور في ترجمة الإمام أبي الطَّـيِّب، وكتب القراءات المؤلفة بعده بـ (الإرشاد) اختصاراً.
أما نسبة الكتاب إلى المؤلف فمشهورة بلا خلاف، بل إنه لا يكاد يذكر أبو الطيب في موطن إلا ويقال مؤلف كتاب الإرشاد، فأصبح كالتعريف له.
وقد رجع المؤلف في كتابه هذا إلى الرواية بالأسانيد المتصلة إلى القرَّاء السبعة ورواتهم، وغيرهم من أئمة القراءة، كما رجع إلى مرويات ابن مجاهد وكتبه، واستفاد منها كثيرا، وهو كتاب موسوعي، فيه التوجيه وبعض مباحث الرسم والضبط، واللغة والصرف، وغير ذلك، ولأجل ذلك كله اعتمد عليها كثير من المؤلفين في القراءات، كابنه أبي الحسن في التذكرة، وتلميذه مكي في التبصرة، والهذلي في الكامل، وغيرهم.

## كتاب الإرشاد ومؤلفه
اسم الكتاب: الإرشاد في القراءات عن الأئمة السبعة.
ومؤلفه: أبو الطيب عبد المنعم بن غلبون.
الناشر: الجامعة الإسلامية بالمدينة المنورة.
التحقيق: د. باسم بن حمدي بن حامد.

## نبذة عن مؤلف الكتاب
اسمه: عبد المنعم بن عبيدالله بن غلبون بن المبارك الحلبي، أبو الطيب
ولادته: ولد سنة 309هـ بحلب.
شيوخه: أخذ عن كثيرين، ومن أشهرهم: إبراهيم الأنطاكي، وصالح بن إدريس البغدادي، والحسين بن خالويه، وغيرهم.
تلاميذه: أخذ عنه كثيرون، ومن أشهرهم: ابنه طاهر ابن غلبون، ومكي بن أبي طالب، وأحمد الطرابلسي، وغيرهم.
مؤلفاته: الإرشاد في القراءات عن الأئمة السبعة، والاستكمال، وإكمال الفائدة في القراءات السبع، وانفراد القراء، وغير ذلك.
مكانته العلمية: كان أبو الطيب إماما جليلا، فقد كان من كبار علماء القراءات في عصره، إضافة إلى اهتمامه بالحديث الشريف، وقد كثير الشيوخ، مسند للقراءات السبع المتواترة، كثير التلاميذ، ومؤلفاته تدل على قدرة علمية، وعقلية منظمة، وتأثر العلماء الذين جاءوا من بعده به، وثناء العلماء عليه وذكرهم لمكانته دليل على المكانة العلمية المرموقة التي تبوأها.
وفاته: توفي 398هـ.

## أهمية الكتاب
كتاب الإرشاد لأبي الطيب ابن غلبون من أوائل الكتب التي ألفت في القراءات السبع بعد السبعة لابن مجاهد، وقد تميز بمنهج علمي قوي رصين، وقد رجع إلى المصادر المهمة، والتي كثير منها مفقود إلى الآن، وهو كتاب موسوعي، فيه التوجيه، وبعض مباحث الرسم والضبط، واللغة والصرف.
ولأجل ذلك كله اعتمد عليها كثير من المؤلفين في القراءات، كابنه أبي الحسن في التذكرة، وتلميذه مكي في التبصرة، والهذلي في الكامل، وغيرهم.

## تحقيق اسم الكتاب وتوثيق نسبته إلى مؤلفه
اسم الكتاب هو: الإرشاد في القراءات عن الأئمة السبعة؛ ولا يعرف له اسم غيره، وقد ورد هذا الاسم في صفحة عنوان الكتاب، وهو مذكور في ترجمة الإمام أبي الطَّـيِّب، وكتب القراءات المؤلفة بعده بـ (الإرشاد) اختصاراً.
أما نسبة الكتاب إلى المؤلف فمشهورة بلا خلاف، بل إنه لا يكاد يذكر أبو الطيب في موطن إلا ويقال مؤلف كتاب الإرشاد، فأصبح كالتعريف له.
كما أنه قال في بداية الكتاب: «قال أبو الطيب عبد المنعم بن عبيد الله بن غلبون المقرئ....». وكذا في نهايته، مع دلائل أخرى كثيرة أشار إليها محقق الكتاب.

## منهج المؤلف في الكتاب
بين المؤلف منهجه العام في مقدمة كتابه، فقال: «وأجعلُ كتابي هذا مختصراً بذكر جُمل الأصول في مواضعها، وأقتصر على الفروع، ولا أُعيد ما قد مضى من ذكر الأصول مكرراً. وأعتمدُ في هذا الكتاب على الإيجاز ما وجدتُ إليه سبيلا، وأذكر من الروايات ما نقله إلينا الثِّقات المرضيُّون عن الأئمة الصادقين عن السلف رحمة الله عليهم أجمعين... وأعتمدُ في هذا الكتاب على المشهور من الروايات».
وذكر القرَّاء السبعة ورواتهم ثم قال: «فهذه أربع عشرة رواية، وهنَّ مشهوراتٌ عن هؤلاء القراء المذكورين، وهم سبعةٌ من خمسة أمصارٍ؛ ثلاثةٌ كوفيون وهم عاصم وحمزة والكسائي، وأبو عَمرو البصري، وأهل الحرمين ابن كثير ونافع، وابن عامر الشامي رحمة الله عليهم. فإذا اختلفوا ذكرت اختلافهم، وإذا اتفقوا أمسكت عن اتفاقهم خشية الإطالة، وليسهل مأخذه، ويقرب تناوله وحفظه ومعرفته على من أراد إن شاء الله».
ولخَّص أبرز ملامح منهجه في الأصول والفرش فقال في نهاية باب الأسانيد: «فإذا اختلفت هذه الروايات ذكرتُ اختلافهم، وإذا اتفقت أمسكتُ عن اتفاقهم، إلا ما كان من الأصول غير فرش الحروف فإني أُبيِّنه وأَشرحه ليعرف ذلك الأصل بكماله، ويظهر كله لئلا يغيب عن الطالب له ما فيه ولا يدري هل هو مختلف فيه أو متفق عليه.
وأما فرش الحروف فلا أذكر منها إلا ما اختلف فيه لا غير؛ لئلا يطول الكتاب بغير فائدة إذ كانوا متفقين على ما أمسكتُ عنه».

## من مزايا الكتاب
تميز منهج الإمام أبي الطَّـيِّب ابن غَلْبُون في الإرشاد بميزات مهمة قد لا تجتمع إلا في القليل من مؤلفات القراءات، ومن أهمها:
1- عنايته بالرواية وصحة الإسناد، وهذا أمر في غاية الأهمية؛ لأن القراءة سنةٌ يأخذها الآخر عن الأول.
2- حرصه على اتباع رسم المصحف الذي أجمع عليه الصحابة، مع اهتمامه باللغة.
3- أن له اختيارات، وآراء كثيرة في الإرشاد، فهو ليس مجرد كتاب رواية فقط، بل جمع فيه بين الرواية والدراية، وهو حينما يخـتار يعلل ويذكر سبب اختياره.
4- أنه ذكر آراء أئمة القراءة ممن تقدمه كابن مجاهد، ويناقش هذه الآراء ويعقب عليها إن لم يوافقها.
5- أنه حينما يذكر قراءات أو روايات شاذة فإنه يعقب عليها مباشرة ويـبين ضعفها وأنه لا يقرأ بها.
6- أنه يورد إشكالات وأسئلة ويجيب عليها ويناقشها في الأصول والفرش، ويذكر في الأصول والفرش تنبيهات مهمة.